# МТРЗ-6232
МТРЗ-6232 — российский сочленённый низкопольный троллейбус особо большой вместимости в кузове автобуса ЛиАЗ-6213.00, предназначенный для внутригородских пассажирских перевозок. Выпущен в марте 2008 года, сборка производилась осенью 2007 года в единственном опытном экземпляре на базе кузова с заводским номером 2, доработанным на предприятии «Тушино-Авто» (ТМЗ), где кузов был усилен под установку электрического оборудования на крышу. Были смонтированы сиденья и поручни в пассажирском салоне.

## Эксплуатация
5 марта 2008 года троллейбус поступил в Филёвский автобусно-троллейбусный парк и вышел на 44-й маршрут, где проработал до середины 2009 года. В связи с отменой работы сочленённых троллейбусов в центре, машина была передана на «Мосфильмовский» узел (маршруты № 17 (Киевский вокзал — Озёрная улица) и № 34 (Киевский вокзал — метро «Юго-Западная»)). Летом 2011 года троллейбус был перекрашен в стандартные бело-голубые цвета московских троллейбусов. Троллейбус часто ломался и не работал. Списан в апреле 2015 года, в результате износа оборудования.